# Ga Hassamu-Minami
Ga Hassamu-Minami (発寒南駅) là nhà ga tàu điện ngầm nằm ở Nishi, Sapporo, Hokkaidō, Nhật Bản. Nhà ga được đánh số T02.

## Bố trí ga
| G                                     | Mặt đất                                   | Lối vào/Lối ra                          |
| Sân ga                                | Sân ga 1                                  | đi T03 Kotoni (Hướng đi Shin-Sapporo) → |
| Sân ga đảo, cửa sẽ mở ở bên trái/phải |                                           |                                         |
| Sân ga 2                              | ← đi T01 Miyanosawa (Hướng đi Miyanosawa) |                                         |

## Lịch sử
- 25 tháng 2 năm 1999: Nhà ga mở cửa cùng với thời điểm mở rộng Tuyến Tōzai từ Ga Kotoni đến Ga Miyanosawa.[1]
- 24 tháng 2 năm 2009: Cửa chắn sân ga được lắp đặt và đưa vào sử dụng.[2]

## Xung quanh nhà ga
- Ga Hassamu-Chūō, JR Hokkaido
- Bến xe buýt Hassamu-Minami
- Bưu điện Sapporo-Kita
- Siêu thị Seiyu, chi nhánh West
- Hiệp hội Hợp tác xã Nông nghiệp Thành phố Sapporo (JA Sapporo), chi nhánh West
- Ngân hàng North Pacific, chi nhánh West
- Ngân hàng Sapporo Shinkin, chi nhánh Tsukisamu
- Ngân hàng Rumoi Shinkin, chi nhánh Sapporo

## Thống kê lượng hành khách
Theo Cục Giao thông vận tải Thành phố Sapporo, số lượng hành khách trung bình mỗi ngày trong năm tài chính 2020 là 7.156.
Số lượng hành khách trung bình mỗi ngày trong những năm gần đây như sau.
| Năm  | Lượng hành khách trung bình mỗi ngày | Nguồn |
| ---- | ------------------------------------ | ----- |
| 1998 | 7,405                                | [ 3 ] |
| 1999 | 7,494                                | [ 3 ] |
| 2000 | 7,331                                | [ 3 ] |
| 2001 | 7,425                                | [ 3 ] |
| 2002 | 7,504                                | [ 3 ] |
| 2003 | 7,411                                | [ 3 ] |
| 2004 | 7,518                                | [ 3 ] |
| 2005 | 7,540                                | [ 3 ] |
| 2006 | 7,529                                | [ 3 ] |
| 2007 | 7,441                                | [ 3 ] |
| 2008 | 7,399                                | [ 3 ] |
| 2009 | 7,312                                | [ 3 ] |
| 2010 | 7,349                                | [ 3 ] |
| 2011 | 7,447                                | [ 3 ] |
| 2012 | 7,631                                | [ 3 ] |
| 2013 | 7,931                                | [ 3 ] |
| 2014 | 8,268                                | [ 4 ] |
| 2015 | 8,415                                | [ 4 ] |
| 2016 | 8,670                                | [ 5 ] |
| 2017 | 8,837                                | [ 5 ] |
| 2018 | 8,986                                | [ 6 ] |
| 2019 | 9,007                                | [ 6 ] |
| 2020 | 7,156                                | [ 7 ] |

## Hình ảnh

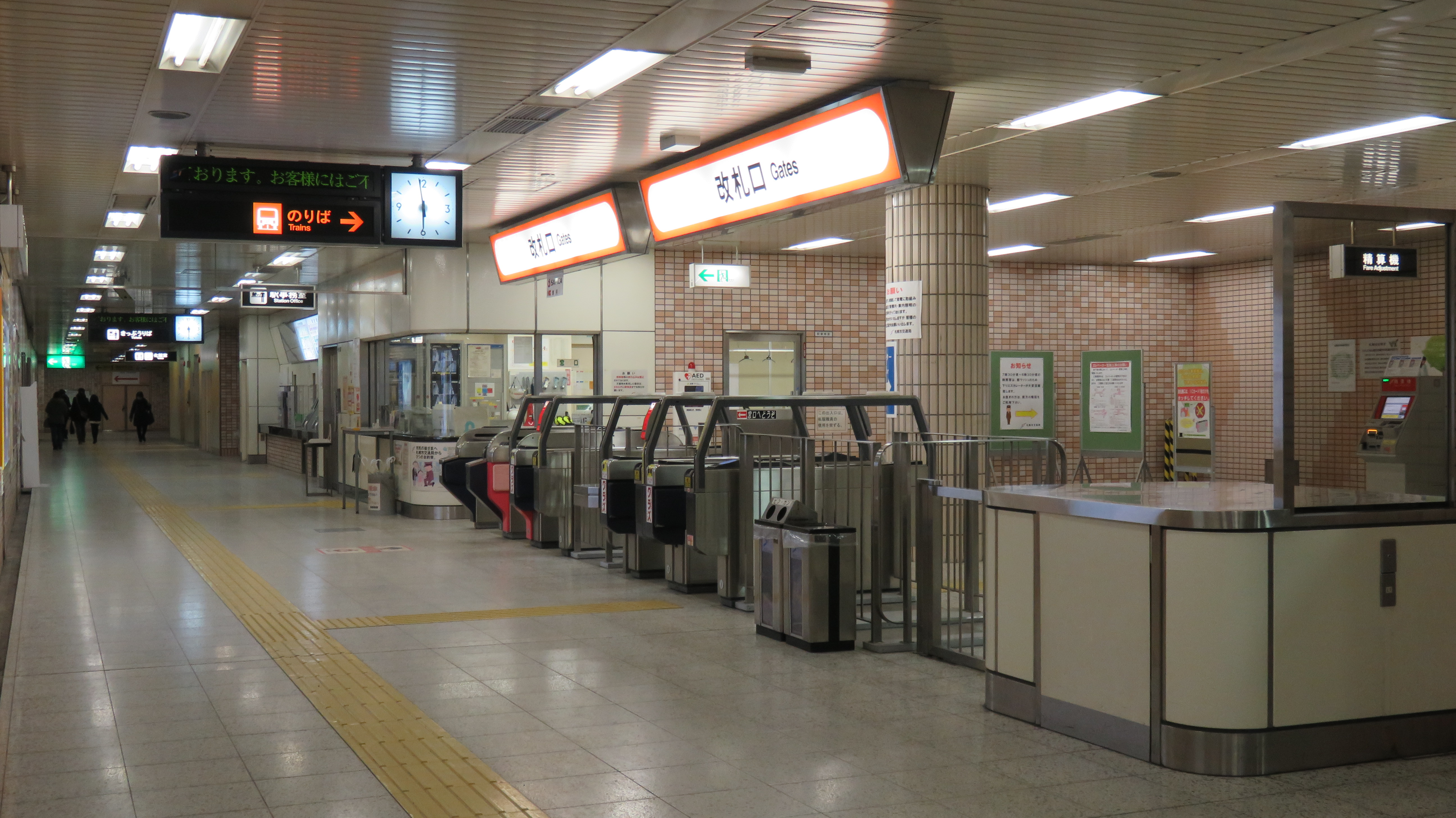
Cổng soát vé
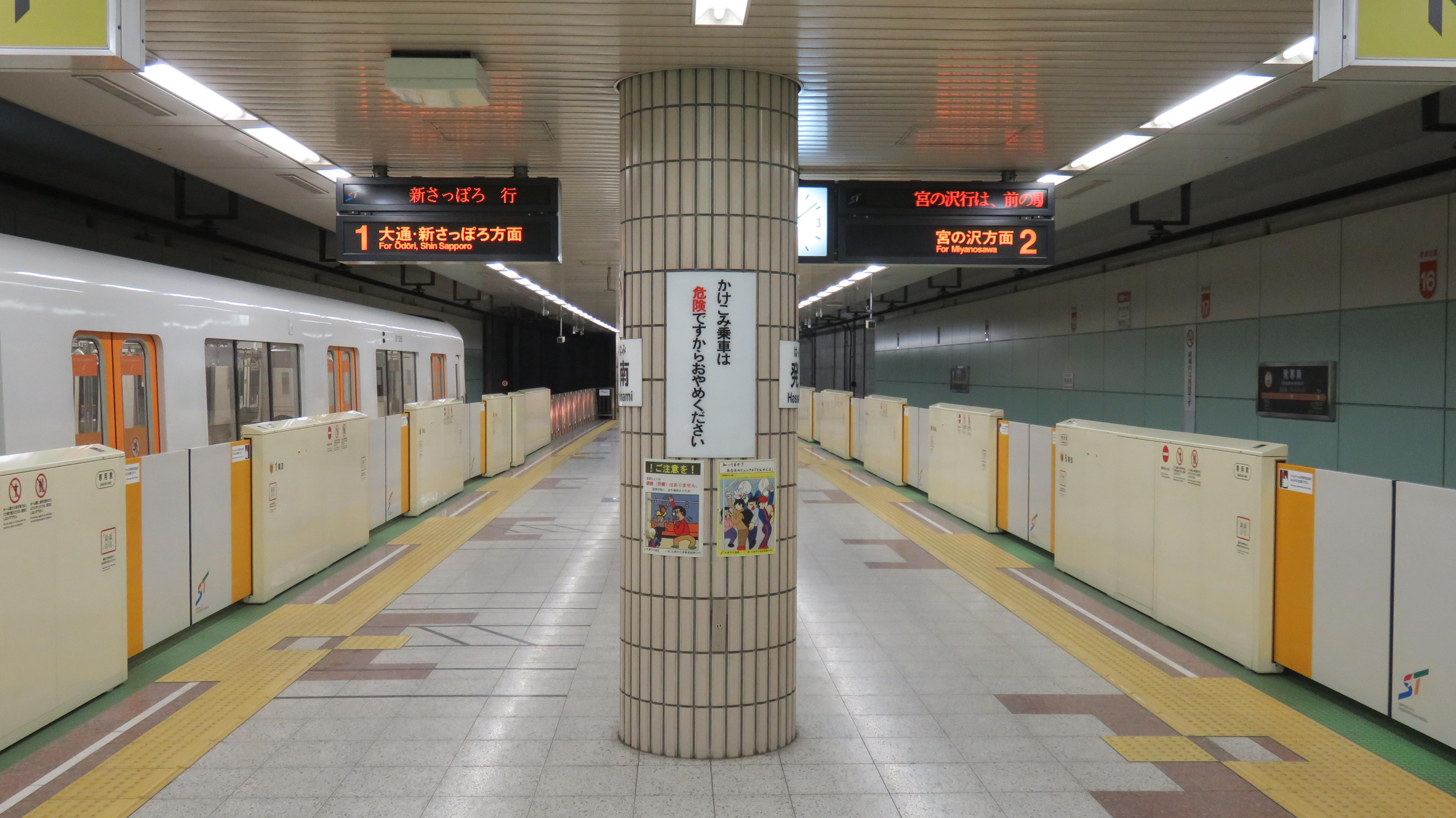
Sân ga
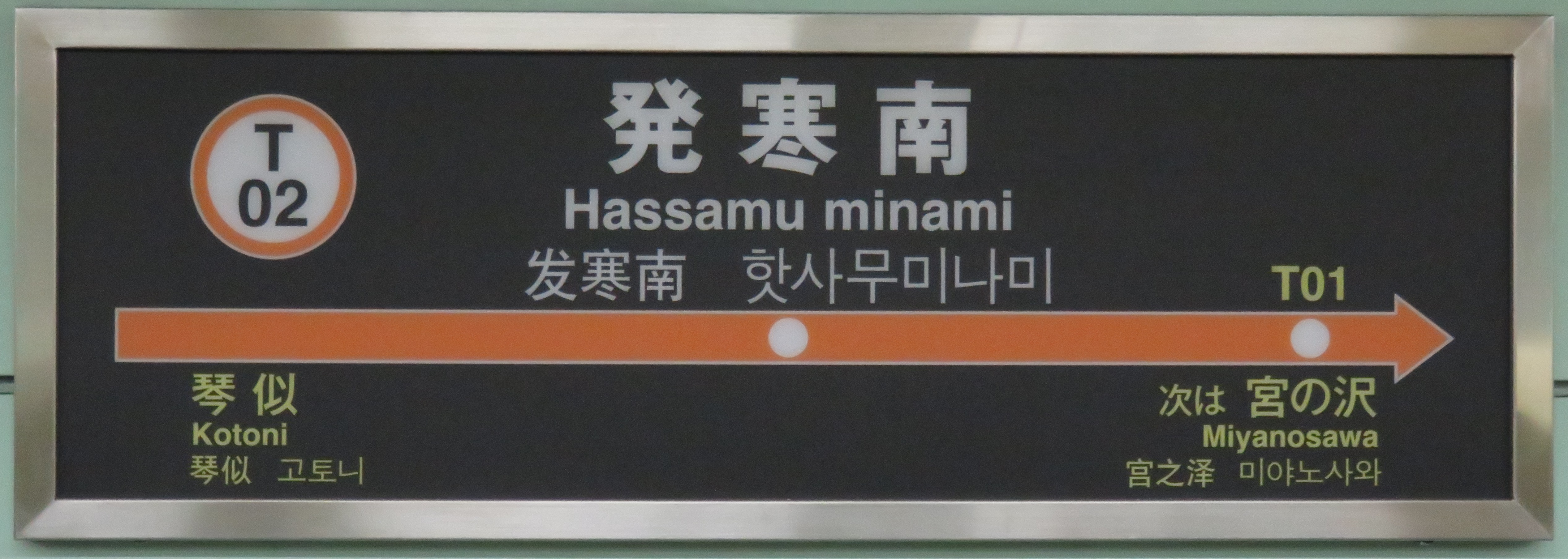
Biển tên của nhà ga